# Geschichte und Sozialkunde
Geschichte und Sozialkunde (kurz: GS, GSK) ist der Name eines Unterrichtsgegenstandes, der unter diesem Namen als Fach in Österreich unterrichtet wurde. Seit 2016 hieß das Fach Geschichte und Sozialkunde/Politische Bildung (GS/PB oder GSPB), dafür wurden die Lehrpläne völlig überarbeitet. Seit der Lehrplanreform 2023 heißt das Fach nunmehr "Geschichte und Politische Bildung".

## Allgemeines
An den allgemeinbildenden Schulen (Mittelschule, die ab 2017 die Hauptschule ersetzt hat, und Gymnasium / Allgemeinbildende höhere Schule – AHS-Unterstufe und Oberstufe) wird der Unterrichtsgegenstand ab der Unterstufe in den Jahrgangsstufen 6 bis 12, d. h. Klassen 2 bis 8, bis hin zur Reifeprüfung (Matura) unterrichtet.
In der Volksschule (Primarstufe) werden Inhalte dieses Fachbereichs als „Gesamtunterricht“ im Rahmen des Gegenstands „Sachunterricht“ gelehrt.
An den Oberstufen der berufsbildenden Schulen (BHS und BMS) hat das Fach insgesamt weniger Wochenstunden zur Verfügung. In den BHS-Lehrplänen gibt es aber auch die Möglichkeiten, GS zur Matura zu wählen. GS wird dabei mitunter als Kombinationsfachvariante mit anderen Gegenständen unterrichtet.
Die neuen (ab 2016) Lehrpläne findet man auf der Webseite des österreichischen Unterrichtsministeriums bzw. auf dem Portal „Zentrum Polis“. Auf dem Einstiegsportal zum österreichischen Schulportal für alle Fächer schule.at findet man einen breit angelegten Einstieg in den Unterrichtsgegenstand, zu Lehrplänen, Fachdidaktik- und Methodikbereichen, aber auch reichhaltiges Material für die Unterrichtsgestaltung.
Bereich Fachdidaktik „Geschichte und Sozialkunde/Politische Bildung“ in Österreich
Für die Lehrerausbildung sind Lehrkompetenzen sowohl für Geschichte als auch für Politik zu erlernen.
An der Universität Wien gibt es ein eigenes Fachdidaktikzentrum für Geschichte und Sozialkunde / Politische Bildung. Der inzwischen aufgelöste Verein für Geschichte und Sozialkunde (VGS) gab von 2002 bis 2018 eine Zeitschrift „Historische Sozialkunde“ heraus. Einflussreich war auch die von Reinhard Krammer und Christoph Kühberger an der Universität Salzburg am Fachbereich Geschichte eingerichtete Zentrale Arbeitsstelle für Geschichtsdidaktik, die später im Bundeszentrum für Gesellschaftliches Lernen an der Pädagogischen Hochschule Salzburg aufging. Das Bundeszentrum wird seit 2017 von Wolfgang Buchberger geleitet.
In Österreich bemühen sich derzeit vier Universitätsprofessuren, um die Weiterentwicklung dieses Bereiches: Thomas Hellmuth, Georg Marschnig, Christoph Kühberger und Dirk Lange. Darüber hinaus gibt es weitere Wissenschaftler an den Universitäten und Pädagogischen Hochschulen, die im Feld der Fachdidaktik des Unterrichtsfaches Geschichte und Politische Bildung tätig sind. Die Geschichte der Geschichts- und Politikdidaktik in Österreich gilt als wenig erforscht.
Informationen, wie konkreter Unterricht aussehen kann, liefern auch diverse Verlagswebseiten. Die Schulbücher für Geschichte und Sozialkunde/Politische Bildung (und bei drei dieser Verlage auch Schulatlanten) verdeutlichen die sehr unterschiedlicher Art und Weise der Praxisumsetzung der Lehrpläne. Sie sind z. T. online als digitale Dokumente verfügbar:
Die aktuellen Schulbücher für Geschichte und Politische Bildung kommen von folgenden Verlagen (in alphabetischer Reihenfolge): Bildungsverlag Lemberger, Österreichischer Bundesverlag, Hölzel, Jugend & Volk, Manz Verlag, Olympe Verlag, Trauner Verlag, Veritas, und Westermann.

## Vorgeschichte
Früher hieß das Fach „Historie“, deshalb hielt sich der Name H. Entstanden ist die Fächerkombination auf den Sekundarstufen I und II ab 1962 im Zuge der Neuordnung des österreichischen Schulwesens im sogenannten SCHOG 62. Gemeinsam mit „Geschichte und Sozialkunde“ (GS) wurde damals auch „Geographie und Wirtschaftskunde“ (GW) als doppelpoliges Zentrierfach in einem Verfassungsgesetz festgelegt. Hintergrund für diese Weichenstellung waren Bestrebungen, einerseits sozialwissenschaftliche Inhalte im allgemeinbildenden Schulwesen zu verankern, aber andererseits die Anzahl der Unterrichtsgegenstände nicht zu vermehren. Später kam dann als drittes Kombinationsfach auch noch „Biologie und Umweltkunde“ (BU) dazu. Seit 2008 wurde beim Fach „GS“ durch den Zusatz „Geschichte und Sozialkunde/Politische Bildung“ ein weiterer Akzent gesetzt. Auch andere Schulfächer enthalten breite und wichtige politisch bildende Teile (etwa GW, oder D), und es gab seit 1978 ein von Lehrkräften überfachlich wahrzunehmendes „Unterrichtsprinzip Politische Bildung“.
Der frühere Lehrplan auf der Stufe der 10- bis 14-Jährigen (in Österreich waren dies die Hauptschulen und Neuen Mittelschulen sowie die Unterstufen der Allgemeinbildenden höheren Schulen – AHS) war wortident. In seinem Grundparadigma stammte der Lehrplan noch aus 1985, wurde aber 2000 in einer etwas gekürzten Version als Minimallehrplan (hier als „Kernbereich“, dem die Lehrkräfte einen „Erweiterungsbereich“ zuordnen sollen) erlassen und 2008 in der 3. und 4. Klasse programmatisch um den Ausdruck Politische Bildung und um die fachspezifische Kompetenzorientierung ergänzt. Dazu gibt es auch einen offiziellen Kommentar.

## GS/PB in der Unterstufe (der AHS und Mittelschulen)
2015 erarbeitete eine Arbeitsgruppe einen Lehrplanentwurf, der in (weiter gefassten) Modulen gegliedert ist. Im Februar 2016 ging der LP-Verordnungstext GS/PB im Unterrichtsministerium in die Begutachtungsphase. Der neue Lehrplan trat auf der Stufe der 10- bis 14-Jährigen mit Beginn des Schuljahres 2016/17 in Kraft. Dazu gibt es auch einen offiziellen Kommentar aus dem Jahr 2016, verfasst von den Geschichtsdidaktikern Thomas Hellmuth und Christoph Kühberger.
Die vom Unterrichtsministerium verordnete Stundentafel, welche schulautonom verändert werden kann, sieht in der Sek. I ein Gesamtausmaß von sechs Jahreswochenstunden vor. In den Gymnasien und MS wird nach der Normstundentafel GS/PB ab dem zweiten Lernjahr unterrichtet – womit in den ersten vier Jahren/Klassen der Regelvorschlag für GS 0 - 2 - 2 - 2 Wochenstunden ist. Manche MS entwickeln, aber auch schulautonome Fächerverbindungen und/oder andere Stundenverteilungen – etwa zu Lernfeldern gemeinsam mit dem Fach Geographie und Wirtschaftskunde – Beispiele dazu in dieser Zusammenstellung.
Im ersten Lernjahr GS/PB, dem der zweiten Klasse (6. Schulstufe), soll der Unterricht Einblick in die Geschichte des Zeitraumes vom ersten Auftreten der Menschen bis zum Ende des Mittelalters, in der dritten Klasse (7. Schulstufe) vom Beginn der Neuzeit bis zum Ende des Ersten Weltkrieges, in der vierten Klasse (8. Schulstufe) vom Ende des Ersten Weltkrieges bis zur Gegenwart geben. Die Lehrplantexte für GS/PB an der Mittelschule / AHS-Unterstufe sind wortident, auch wenn sich die Bildungsziele unterscheiden. Allerdings haben die einzelnen Schulstandorte das Recht, schulautonome Stundenverschiebungen vorzunehmen bzw. an den MS eigene Fächerverbünde zu gestalten.

## GS/PB an der Oberstufe Höherer Schulen (AHS und BHS)
In der Oberstufe der Allgemeinbildenden Höheren Schulen (AHS) ist Geschichte und Sozialkunde/Politische Bildung nach der Normstundentafel mit sieben Wochenstunden (1 - 2 - 2 - 2 WoSt.) in allen Jahrgangsstufen vertreten und damit ein Reifeprüfungsgegenstand. Allerdings kann (ähnlich wie in der Unterstufe) schulautonom diese Stundentafel verändert werden – etwa wenn schulautonom eigene Schwerpunktfächer eingeführt oder erweitert werden. Ergänzend können Sek. II Schüler dazu auch vertiefend ein mit 2 mal 2 Wochenstunden dotiertes „Wahlpflichtfach GS/PB“ belegen. Auch dieses kann bei der Reifeprüfung (Matura) dazugewählt werden. Hier sind die LP-Vorgaben sehr flexibel gehalten, sodass auch eine Mitwirkung der Schüler bei der Themenauswahl intendiert ist. Potentiell kann zusätzlich / alternativ in Schulen auch noch eine sogenannte „unverbindliche Übung Politische Bildung“ geführt werden. Politisch bildende Ziele und Inhalte stehen aber dezidiert auch in anderen Lehrplantexten verankert – etwa im Bildungsziel von Geographie und Wirtschaftskunde, aber auch im Unterrichtsfach Deutsch oder Bildnerische Erziehung.
Nicht nur die geforderte Kompetenzorientierung, sondern auch der Umstand, dass die Maturafragen aus einem Themenpool vom Schüler gezogen werden müssen, veränderten den Unterricht. Die nur mehr eine Prüfungsfrage (statt wie bisher eine vorher gewählte und vorbereitete Spezialfrage, der 2 kürzere Kernfragen beigegeben waren – von denen eine dann ausgewählt werden konnte) muss länger und intensiver als bisher beantwortet werden. Ferner müssen nun alle Kandidaten eine sogenannte Vorwissenschaftliche Arbeit (VWA) erstellen.
Das Unterrichtsministerium setzte 2013 eine Arbeitsgruppe ein, die einen „semestrierte“ (d. h. nach Halbjahren gegliederte) Lehrplanversion vorschlagen sollte. Am 18. Mai 2016 ging der AHS-Oberstufen-Lehrplan-Entwurf in Begutachtung (inklusive Erläuterungen, wie er mit September 2017 in Kraft treten solle).
In den Berufsbildenden Höheren Schulen (BHS) unterscheidet sich die Situation je nach Schultyp und Schwerpunkt ganz wesentlich. Auch hier aber wird – ein Jahr später als in den AHS eine neue Reifeprüfungsverordnung wirksam, die den vorhergelagerten Unterricht stark beeinflussen wird.
Die Höheren Technischen Lehranstalten (HTL) führten ebenfalls immer schon einen Unterrichtsgegenstand Geschichte. Allerdings ist in diesem Schultyp der Kanon der allgemeinbildenden Fächer sehr stark reduziert bzw. werden manche im Ausgleich zu den typenbildenden technischen Gegenständen nicht angeboten. Geschichte wird an dieser S II-Form nur im Ausmaß von insgesamt vier Jahreswochenstunden unterrichtet. Mit dem Lehrplan HTL 2011 wurde auf diesem Schultyp eine erste Neuerung in österreichischen Oberstufenschulen gebracht: Geschichte wurde erstmals im Verbund eines sogenannten Flächenfaches konzipiert.
HTL 2011: Kompetenzbereiche im Flächenfach „Geografie, Geschichte und Politische Bildung (einschließlich Volkswirtschaftliche Grundlagen)“ 2015 erfolgte eine kleine Veränderung, weil gleichlaufend mit anderen Oberstufenlehrplänen auch an der HTL der LP in unabhängige Semestermodule gegliedert werden musste („Semestrierung“):
| I. Jg.  | Kompetenzbereich Geografie | .                           | .                                    | .                                                |
| II. Jg. | .                          | Kompetenzbereich Geschichte | .                                    | .                                                |
| III.Jg. | .                          | Kompetenzbereich Geschichte | Kompetenzbereich Politische Bildung  | Kompetenzbereich Volkswirtschaftliche Grundlagen |
| IV. Jg. | Kompetenzbereich Geografie | Kompetenzbereich Geschichte | Kompetenzbereich Politische Bildung  | .                                                |
| V. Jg.  | .                          | .                           | Kompetenzbereich Politische Bildungl | .                                                |

Der zweite wichtige BHS-Typ, die kaufmännischen Schulen (HAK) bekamen am 27. August 2014 einen neuen („kompetenzorientierten“) Lehrplan. Interessant dabei ist, dass es sich dabei um den ersten in Österreich „semestriert“ erlassenen Lehrplan handelt! Hier hat „Politische Bildung und Geschichte (Wirtschafts- und Sozialgeschichte)“ im Rahmen eines Clusters „Gesellschaft und Kultur“ in den Jahrgängen II / ab 3. Semester/Kompetenzmodul bis in den IV. Jg., 8. Kompetenzmodul Platz. In einem Kombinationsfach mit Geographie (Wirtschaftsgeographie) als „IWK“ („Internationale Wirtschafts- und Kulturräume“ das sowohl Geschichts- als auch Geographielehrkräfte unterrichten dürfen) im V. und damit letzten Jahrgang, im 9. Kompetenzmodul maturabel gemacht.
Die Höheren Lehranstalten für Wirtschaftliche Berufe (HLW) und die anderen kleineren Typen der berufsbildenden mittleren und höheren Schulen gehen aufgrund ihrer berufsausbildenden Schwerpunktsetzung naturgemäß einen anderen Weg als die AHS. Traditionell wird die Lehrplanentwicklung in den allgemeinbildenden Gegenständen bei diesen von den beiden oben genannten großen Schultypen der BHS beeinflusst. Mitte 2015 gab es auch für die HLW und das vom III. bis V. Jg. in einem Cluster „Wirtschaft“ abgehaltene Unterrichtsfach „Globalwirtschaft, Wirtschaftsgeographie und Volkswirtschaft“ einen (sehr schnell zusammengestellten) neuen, semestrierten LP-Begutachtungsentwurf-HLW 2015. Dieser trat mit Vdg 340 vom 17.11.2015 in Kraft.
Eine interessante und innovative Wendung nahm die Entwicklung in den Lehrplänen für technische, gewerbliche und kunstgewerbliche Fachschulen, die mit 1. September 2016 erlassen wurden. Der Bereich gliedert sich in zwei Teile: „Geografie und wirtschaftliche Bildung“ (wobei hier erstmals in den techn. FS G mit W verbunden wurde) und den „Bereich Geschichte und Politische Bildung“. Im 1. Lernjahr, werden die 2 WoSt. zwischen den beiden Bereichen geteilt. Im 2. Lernjahr, bei dem die Semestrierung schlagend wird, bekam der Bereich GWGSPB aber nur mehr 1 WoSt. zugestanden. Erstmals formulierte hier nun eine Lehrplankommission vier integrativ zu behandelnde Projekte (zu etwa je 6-8 Stunden, je 2 pro Semester): „Medien und Macht“, „Migration, Interkulturalität und Diversität“ und im 2. Semester ein „Projekt Europäische Union“ bzw. „Projekt Globalisierung“ bei denen alle Bereiche Inhalte zuliefern sollen.